# Ťing-tchaj
Císař Ťing-tchaj (čínsky pchin-jinem Jǐngtài, znaky 景泰; 21. září 1428 – 14. březen 1457) vlastním jménem Ču Čchi-jü (čínsky pchin-jinem Zhū Qíyù, znaky 朱祁鈺) z dynastie Ming vládl od roku 1449 říši Ming. Nastoupil po svém starším bratru, císaři Jing-cungovi, zajatém Mongoly. Po převzetí vlády s novým rokem vyhlásil éru „Zářivé jistoty“, Ťing-tchaj. Název éry je používán i jako jméno císaře. V únoru 1457 byl svržen palácovým převratem vedeným Jing-cungem, o měsíc později zemřel.
Roku 1449 se císař Jing-cung na návrh eunucha Wang Čena osobně postavil do čela armády táhnoucí proti mongolskému vojsku Esena-tajši. V bitvě u pevnosti Tchu-mu byla mingská armáda rozdrcena a císař upadl do zajetí. Vláda i země byla šokována, dvůr nakonec reagoval povýšením císařova bratra Ču Čchi-jüa, pověřeného vedením vládních záležitostí po dobu tažení, na trůn. Nyní již bývalý císař mezitím navázal dobré vztahy s Esenem a roku 1450 byl propuštěn, k moci se však nevrátil – byl držen v domácím vězení v Jižním paláci Zakázaného města.
Císař Ťing-tchaj, podporován prominentním ministrem Jü Čchienem, obnovil infrastrukturu země, byl opraven velký kanál i systém hrází na Žluté řece. Hospodářství prosperovalo a země sílila.
Císař vládl osm let, když onemocněl a počátkem roku 1457 se jeho smrt stala blízkou, odmítl určit dědice (jeho syn a korunní princ zemřel ve čtvrtém roce vlády za nejasných okolností, pravděpodobně otráven). Odstavený Jing-cung využil příležitost a prostřednictvím palácového převratu se v únoru 1457 zmocnil vlády. Ťing-tchaj zemřel o měsíc později.

## Dětství, kníže z Čcheng
Ťing-tchaj se narodil 11. září 1428, jeho vlastní jméno bylo Ču Čchi-jü, Ťing-tchaj je jméno jeho panovnické éry. Ču Čchi-jü byl druhým synem Süan-teho, v letech 1425–1435 císaře čínské říše Ming. Roku 1435 Süan-te zemřel, poté jeho starší syn Jing-cung nastoupil na mingský trůn a jmenoval Ču Čchi-jüa knížetem z Čcheng.
Jako kníže z Čcheng měl v dospělosti Ču Čchi-jü sídlit v Šan-tungu v současném okrese Wen-šang (v městské prefektuře Ťi-ning). Povahou byl spíše plachý, slabý a nerozhodný a nikdy neměl zájem o moc. S bratrem měl přátelský vztah. Patrně z obou důvodů stále zůstával v hlavním městě, i když ve druhé polovině 40. let byl dost starý na přesídlení do Wen-šangu.

## Nástup na trůn
V létě 1449 se na severní hranici mingské říše šířil neklid. Koncem července došla do Pekingu zpráva, že Mongolové v čele s jejich faktickým vládcem Esenem v rámci rozsáhlé invaze zaútočili na Ta-tchung. Císař Jing-cung se rozhodl osobně vést tažení proti Mongolům v doprovodu svého důvěrníka Wang Čena a mnoha generálů a úředníků. Dne 3. srpna pověřil Ču Čchi-jüa prozatímní správou Pekingu, přičemž mu přidělil pomocníky zastupující nejdůležitější mocenské skupiny: císařský rod reprezentovala Ťiao Ťing, jedna z Jing-cungových manželek; palácové eunuchy Ťin Jing (vedoucí ředitelství obřadů a v nepřítomnosti Wang Čena nejvýše postavený eunuch); vládu ministr státní správy Wang Č’ a čtvrtým byl velký sekretář Kao Ku. Všechna významnější rozhodnutí měla počkat na císařův návrat.
Jing-cung vyrazil do boje 4. srpna. Výsledky měsíčného tažení byly nulové, zato na zpáteční cestě se císařská armáda nechala 1. září zaskočit Mongoly, kteří ji v bitvě u poštovní stanice Tchu-mu rozprášili. Mnoho vyšších velitelů zahynulo, císař Jing-cung padl do zajetí.
Se souhlasem Jing-cungovy matky císařovny vdovy Sun stanul Ču Čchi-jü od 4. září v čele vlády. Císařovna vdova omezila jeho vliv označením jeho pověření za dočasné a 6. září ještě povýšením dvouletého Ču Ťien-šena, nejstaršího syna Jing-cunga, na následníka trůnu.
Dne 15. září vedoucí civilní a vojenští představitelé v čele s Jü Čchienem požádali císařovnu vdovu o instalaci Ču čchi-jüa na císařský trůn. Smyslem opatření byla stabilizace vlády a vylepšení pozice mingských úřadů ve vztazích s Mongoly prostřednictvím snížení významu zajatého Jing-cunga. Ču Čchi-jü byl jako jediný dospělý blízký příbuzný zajatého císaře přirozený kandidát. Ču Čchi-jü byl z návrhu vylekaný a odmítal jej. Okolí však jeho chování vidělo jako ryze formální zdráhání, obvyklé v podobných případech. Nakonec ustoupil a 17. (či 22. nebo 23.) září nastoupil na trůn jako císař Ťing-tchaj. Bratra prohlásil „nejvyšším císařem“ (太上皇帝, tchaj-šang chuang-ti), což byl formálně vyšší, ale pouze čestný titul. Proti nástupu nového císaře protestoval pouze jeden hodnostář, který za to zaplatil životem.
Mongolové nezaútočili na Peking bezprostředně po vítězství u Tchu-mu, kdy by patrně uspěli, ale váhali a nechali Číňanům dva měsíce na vzpamatování se z porážky. Mezitím uvedl obranu Pekingu do pořádku nový ministr vojenství Jü Čchien, který fakticky stanul v čele vlády už před jmenováním nového císaře. Mongolové k městu přitáhli až 27. října, ale obléhání vzdali už po čtyřech dnech, když pochopili, že nemají šanci na úspěch.
Ťing-tchajova vláda odmítla všechny Esenovy nabídky na vykoupení zajatého excísaře a požadovala jeho bezpodmínečný návrat. Zajatec se pro Mongoly stal spíše obtíží a nakonec ho vrátili bez podmínek. Ťing-tchaj neměl sebedůvěru k ponechání bratra na svobodě, internoval ho v Jižním paláci a izoloval od jakéhokoliv spojení s vládními úředníky. Obava z bratra zastínila zbytek jeho vlády a motivovala i ostražitou politiku vůči Mongolům.

## Vláda

### Ministři, eunuchové, sekretáři

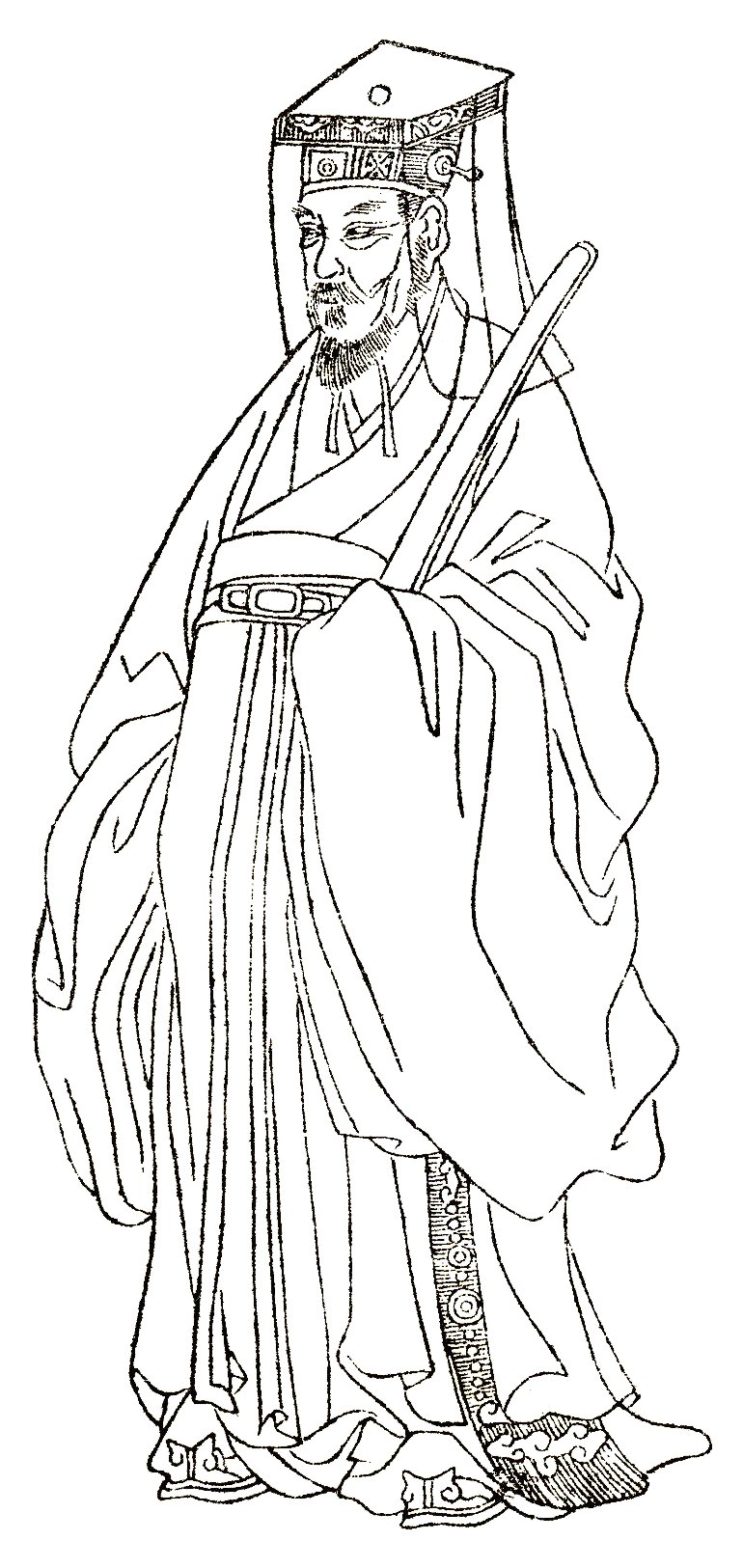
Portrét Jü Čchiena, nejvýznamnějšího ministra Ťing-tchajovy vlády

Tradiční historikové vyzvihují a chválí Ťing-tchajovu vládu zvláště ve srovnání se špatnými a nekompetentními eunuchy dominujícími předešlému desetiletí. Nicméně moc se jednoduše nepřesunula od eunuchů k úředníkům, i za Ťing-tchaje měli eunuchové nemalý díl moci. Spíše po roce 1449 eunuchové i úředníci spolupracovali k obrození země.
Do určité míry Ťing-tchajův režim navazoval na tradici vlády „tří Jangů“ (spravujících říši od poloviny 20. let do začátku 40. let 15. století), přičemž kontinuitu s jejich režimem ztělesňoval Wang Č’, zastávající v letech 1443–1457 funkci ministra státní správy. Ve čtyřicátých letech byl stálým oponentem Wang Čena, po roce 1449 spolupracoval s Jü Čchienem. V letech 1451–1453 mu v úřadě pomáhal spoluministr Che Wen-jüan, kterého roku 1453 nahradil Wang Ao, jehož vzestup podporoval Jü Čchien. Wang Ao úspěšně řídil obranu Liao-tungu, později velel v Kuang-tungu a Kuang-si; zůstal ministrem státní správy, dokud nezemřel roku 1467 v třiasedmdesáti letech. Široce respektovaní ministři státní správy a jejich pečlivý výběr schopných úředníků přinesl všeobecnou kvalitu administrativy ve třetí čtvrtině 15. století.
Ťing-tchajovi ministři zůstávali ve funkci obvykle dlouhá léta. Ministři daní Ťin Lien, obřadů Chu Jing, trestů Jü Š’-jüe a prací Š’ Pchu byli ve funkci po celou dobu jeho vlády. Stálé bylo i vedení kontrolního úřadu (v letech 1445–1454 Čchen I, poté Jang Šan, Wang Wen, Siao Wej-čen, Li Š’) a velitelé armády (Š’ Cheng, eunuchové Cchao Ťi-siang a Liou Jung-čcheng).
Mezi důležité stoupence Ťing-tchaje patřili eunuchové Ťin Jing a Sing An. První byl velmi vlivný ve 30. letech, později ztratil moc ve prospěch Wang Čena. Za Ťing-tchaje se stal vedoucím ředitelství obřadů, ale kvůli podpoře návratu Jing-cunga byl roku 1450 uvězněn. V čele eunuchů pak stanul Sing An, který hrál důležitou roli ve vyjednáváních o návratu Jing-cunga a ve výměně korunního prince roku 1452. Oba zmínění eunušští generálové (Cchao Ťi-siang a Liou Jung-čcheng) hráli roku 1453 velkou roli ve vojenské reformě. Naproti tomu velcí sekretáři (Čchen Sün a Kao Ku) nestáli za Ťing-tchaje mezi výraznými politiky.
Přes personální stabilitu nebyla vládnoucí skupina prosta sporů. V letech 1451–1452 se Jü Čchien, nejvlivnější osoba v Pekingu, dostal do ostrého konfliktu se Š’ Chengem kvůli zneužití moci a korupci ze strany Š’ Chenga a jeho rodiny. Císař nebyl schopen spor uklidnit, dokud v letech 1454–1455 Jü Čchien neonemocněl a neztratil velkou část svého vlivu.

### Vojenská reforma
Roku 1451, poté co pominulo bezprostřední nebezpečí, začal Jü Čchien s vojenskou reformou. Nejdříve vybral z vojsk na severovýchodě 100 tisíc vojáků, které rozdělil do pěti výcvikových oddílů (tchuan-jing); roku 1452 k nim přidal ještě 50 tisíc vojáků a vytvořil deset výcvikových jednotek. Dále zreorganizoval systém velení pekingské posádky. Původně bylo velení rozděleno mezi generály a eunuchy a každý ze tří velkých výcvikových táborů (pro pěchotu, jízdu a střelné zbraně) byl zcela samostatný pod vlastním velením. Avšak oddíly z různých táborů nebyly zvyklé spolupracovat. Jü Čchien podřídil každý tábor jednomu veliteli a celou posádku nejvyššímu veliteli. Současně dozor na posádkou odebral eunuchům. Výsledkem byl vznik jednotného velení a větší role pekingských generálů v řízení výcvikových táborů. Nové uspořádání výcvikových táborů bylo mezi různými mingskými systémy velení ojedinělé tím, že generálové řídící výcvik veleli týmž vojákům i v boji.
Kvůli nedostatku mužů a nepoužitelnosti většiny dědičných vojáků se po roce 1449 rozšířila dříve jen ojedinělá praktika najímání vojáků za mzdu z řad rolnického a/nebo městského obyvatelstva. Najatým vojáků se říkalo ping, v kontrastu k dědičným vojákům ťün.
Po návratu Jing-cunga k moci roku 1457 byl Jü Čchien popraven a jeho reformy zrušeny.

### Hospodářství
Šan-tung postihl roku 1450 hladomor, dešti a chladným počasím těžce trpěly v letech 1452–1454 provincie severní Číny i dolní tok Jang-c’-ťiang. Na severu Číny bylo sucho roku 1455 následováno dešti léta 1456. Pomoc obyvatelstvu a nedoplatky daní vyprázdnily státní pokladnu.
Roku 1453 byl zrušen zákaz používání mincí v obchodě. Od poloviny 50. let 15. století začaly z pekingských trhů ilegální soukromé mince z Ťiang-nanu vytlačovat staré Jung-leho mince. Občas se objevující návrhy bojovat se soukromou mincí obnovením státní výroby byly odmítnuty, neoficiální sítě ilegálních mincoven proto prosperovaly.
Vláda věnovala pozornost regulaci Žluté řeky, naléhavé po velkých povodních a změnách toku roku 1448, po nichž řeka tekla do moře jak severně, tak jižně od poloostrova Šan-tung. Kromě toho změny toku Žluté řeky přinesly problémy v zásobování Velkého kanálu vodou. Pokusy o nápravu situace a opravy v letech 1449–1452 nepřinesly výsledek. Roku 1453 Sü Jou-čen, který upadl do nemilosti v krizi roku 1449, kdy navrhoval přesun hlavního města z Pekingu do Nankingu, předložil plán na znovuvýstavbu hrází a kanálů. Během dvou let provedl silami až 58 tisíc dělníků komplexní opravy hrází a vyhloubení stokilometrových kanálů. Jeho dílo úspěšně odolalo velké povodni roku 1456 a sloužilo desítky let.
Tradiční historie vnímá 50. léta především ve světle soupeření dvou císařských bratrů, nicméně marxisté připomínají především třídní konflikty. Trvalá nespokojenost obyvatelstva vyvolávala povstání, která zaměstnávala armádu po většinu 50. let. Do roku 1452 doznívala povstání ve Fu-ťienu a Če-ťiangu. V provinciích Kuang-tung a Kuang-si rostla svévole nečínských obyvatel (kmenů Miao a Jao), dokud je v letech 1452–1453 rázně nepotlačil Wang Ao. V letech 1450–52 se bouřili Miaové a Jaové v Kuej-čou a Chu-kuangu. V letech 1453–56 trvaly nepokoje ve Fu-ťienu, Chu-kuangu, S’-čchuanu a Če-ťiangu. Celá 50. léta trvaly ozbrojené srážky v Kuang-tungu, kde úřady proti povstalcům mobilizovaly loajální kmeny. Proti mingské vládě se vesměs bouřily nečínské národy, případně čínští horníci a bezzemci v okrajových oblastech provincií, nejhustěji osídlené regiony zachovávaly klid.
Celkově byla vláda Ťing-tchaje dobou úspěšných reforem a obnovy stability dosažené schopnými ministry. V oblasti kultury éra Ťing-tchaj vynikla zvláště rozvojem zdobení technikou drátkového emailu (cloisonné), která se od té doby v čínštině nazývá ťing-tchaj-lan (景泰藍, doslova „modrá [barva éry] Ťing-tchaj“).

## Problémy s následnictvím, svržení a smrt
Trvalým politickým problémem Ťing-tchajovy vlády byl osud Jing-cunga a otázka nástupnictví. Přestože byl Jing-sung izolován, ve vládě měl stále příznivce, např. ministra obřadů Chu Jinga. Obvykle by císařovi oponenti museli opustit úřady, císař však váhal s řešením zmíněných problémů a ponechal je ve vládě.
Korunním princem byl od roku 1449 nejstarší syn Jing-cunga. Císař se však po čase rozhodl uchovat trůn pro své potomstvo. Pro svůj plán postupně získal dostatečnou podporu, dílem uplácením, dílem zastrašováním, a 20. května 1452, i přes trvající opozici velkých sekretářů a některých dalších úředníků, dosavadního následníka jmenoval knížetem z I a svého syna Ču Ťien-ťiho korunním princem. Týž den byla sesazena císařovna Wang a nahrazena následníkovou matkou paní Chang. Toto zjevné hájení osobních zájmů oslabilo císařovu prestiž.
Ču Ťien-ťi zemřel už roku 1453 a jeho matka roku 1456. Jiného syna císař neměl a nový korunní princ už nebyl jmenován. Někteří, jako ředitel na ministerstvu obřadů Čang Lung († 1484) a cenzor Čung Tchung († 1455) navrhli znovunastolení Jing-cunga, za což byli uvěznění, Čung Tchung a někteří další zemřeli na následky bití. Poté ambiciózní muži u dvora a ve vládě začali organizovat spiknutí ve prospěch Jing-sunga.
Spiknutí vedli Š’ Cheng, Cchao Ťi-siang, Sü Jou-čen a Čang Jüe. Příležitost se našla, když koncem roku 1456 císař onemocněl, takže několik dní neuděloval audience a zrušil i obřady Nového roku 1457. Žádost o jmenování následníka zůstala bez odpovědi, dvůr se připravoval v atmosféře úzkosti na císařovu smrt. Ráno 11. února 1457 spiklenci vytáhli Jing-cunga z jeho rezidence a posadili na trůn, k překvapení hodnostářů přišlých na ranní audienci. Jing-cung ihned provedl změny ve vládě – spiklence povýšil, dosavadní vedoucí osobnosti odvolal. Někteří ze stoupenců ťing-tchajova režimu byli zabiti, jako Jü Čchien, Wang Wen a tři vysoce postavení eunuši.
Ťing-tchaj byl degradován na knížete z Čcheng. Z nemoci se neuzdravil a zemřel 14. března 1457. Možná byl zavražděn. Dostal posmrtné jméno Li („Rebel“) a byl pohřben mimo areál císařských mauzoleí, u Jü-čchüan-šan. Někteří úředníci navrhovali i zrušení jeho panovnické éry, stejně jako byla zrušena éra Ťien-wen, ale Jing-cung nesouhlasil. Až roku 1475 – za vlády císaře Čcheng-chuy – dostal Ťing-tchaj posmrtné jméno jméno – Kung-ting kchang-žen ťing chuang-ti (恭定康仁景皇帝), kratší než u ostatních císařů. Chrámové jméno Taj-cung (代宗) obdržel v polovině 17. století od panovníka dynastie Jižní Ming v Nankingu.

## Císařovny, potomci
Císař Ťing-tchaj měl vícero manželek, titul císařovny postupně nosily dvě z nich:
- Císařovna Siao-jüan-ťing (孝淵景皇后, Siao-jüan-ťing chuang-chou; † 1505), příjmením Wang (汪), vdala se za Ťing-tchaje roku 1449, roku 1452 byla zbavena hodnosti císařovny. Matka princezny Ku-an a další dcery.
- Císařovna Su-siao (肅孝皇后, Su-siao chuang-chou; † 1456), příjmením Chang (杭), původně jedna z císařových konkubín, od 1452 císařovna. Matka Ču Ťien-ťiho.

Po smrti Ťing-tchaje bylo jeho konkubínám přikázáno spáchat sebevraždu, ale sesazená císařovna Wang žila dál mimo palác. Údajně ji chránil její synovec, nyní opět následník a pozdější císař Čcheng-chua, který ji umožnil vzít si své cennosti. Jing-cung jí poté nechal prohledat dům a zabavil 200 tisíc liangů stříbra a další poklady. Zemřela v lednu 1507, dostala posmrtné jméno Čen-chuej ťing chuang-chou (真惠景皇后). Pohřbena je v mauzoleu svého muže.
Kromě jediného syna měl Ťing-tchaj též dceru (podle Ming-š’ dvě), princeznu Ku-an (固安公主) roku 1469 provdanou za Wang Siena (王憲, † 1514), pravnuka Wang Ťiho.
| Příjmení (titul), životní data matky | #  | Jméno               | Narození – úmrtí | Posmrtné jméno      | Titul         | Udělení titulu |
| ------------------------------------ | -- | ------------------- | ---------------- | ------------------- | ------------- | -------------- |
| ∞ Chang (císařovna Su-siao)          | 1. | Ču Ťien-ťi (朱見濟) | asi 1440 – 1453  | Chuaj-sien tchaj-c' | korunní princ | 1452           |

| Příjmení (titul) matky            | #  | Titul                      | Narození – úmrtí | Sňatek     | Manžel           |
| --------------------------------- | -- | -------------------------- | ---------------- | ---------- | ---------------- |
| ∞ Wang (císařovna Siao-jüan-ťing) | 1. | princezna Ku-an (固安公主) | 1449–1491        | 1469       | Wang Sien (王憲) |
| ∞ Wang (císařovna Siao-jüan-ťing) | 2. | neznámý                    |                  | neprovdána | neprovdána       |